# Avishag Semberg
Avishag Semberg (em hebraico:  אבישג סמברג; Gedera, 16 de setembro de 2001) é uma taekwondista israelense, medalhista olímpica.

## Carreira
Semberg conquistou a medalha de bronze nos Jogos Olímpicos de Verão de 2020 em Tóquio, após confronto na semifinal contra a turca Rukiye Yıldırım na categoria até 49 kg. Ela ganhou a décima medalha olímpica de todos os tempos de Israel e é a mais jovem israelense a recebê-la, aos 19 anos.